# Max Flashar

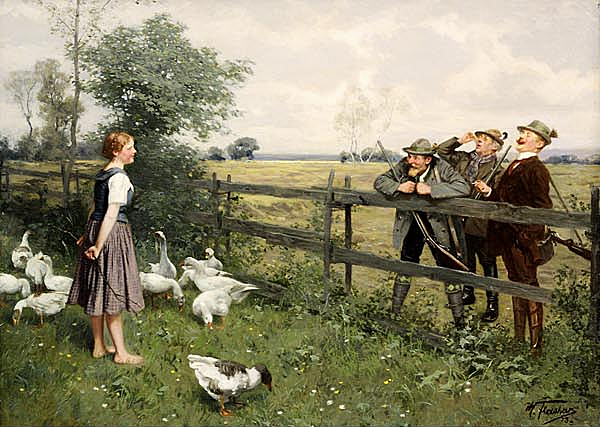
Jägerlatein

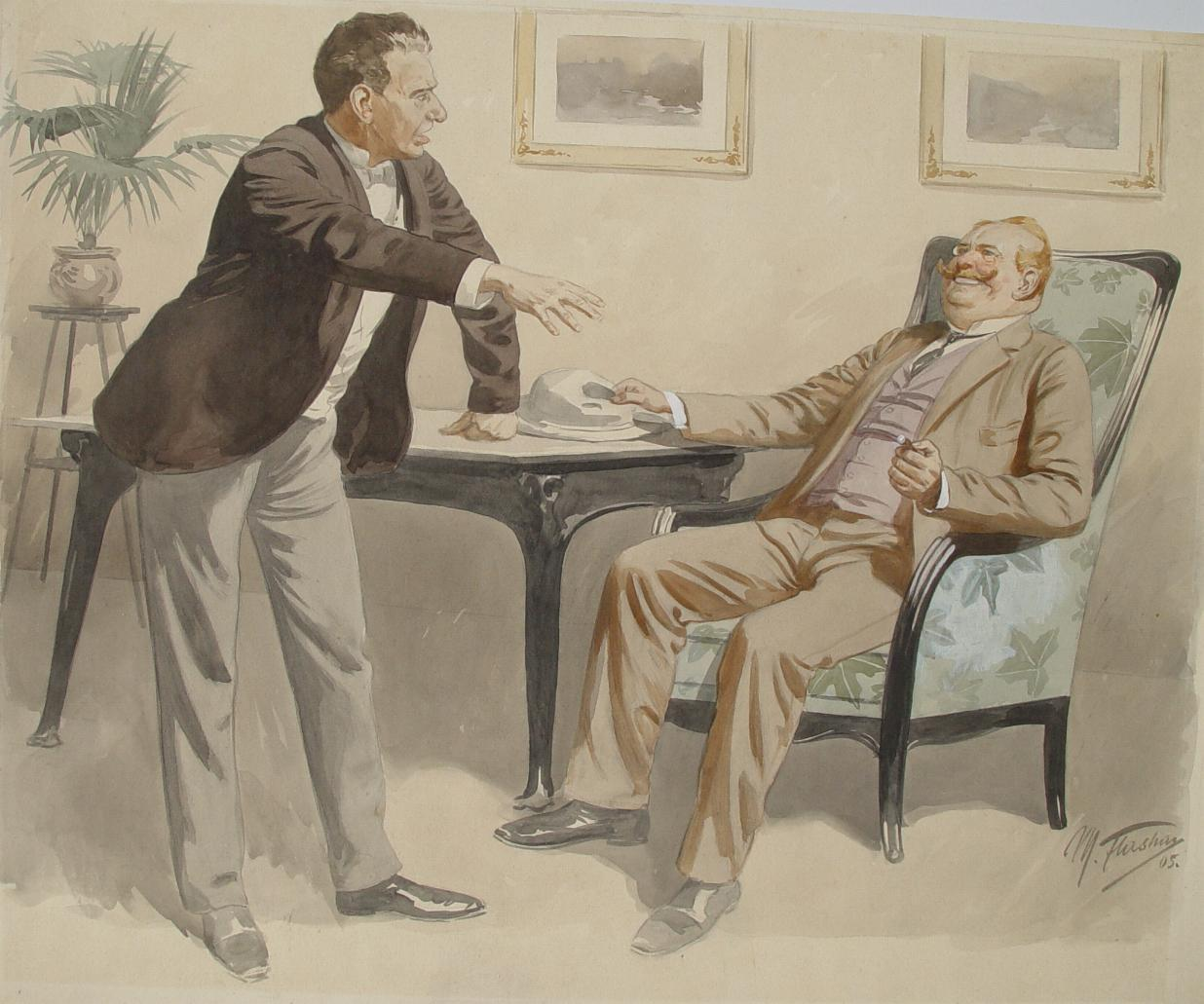
Eine herrliche Geschichte

Bruno Max Flashar (* 3. Juli 1855 in  Berlin; † 8. Juni 1915 in München) war ein deutscher Maler, Zeichner und Karikaturist.

## Leben
Max Flashar begann seine künstlerische Ausbildung an der Großherzoglich-Sächsischen Kunstschule Weimar bei Stanislaus von Kalckreuth, danach begab er sich zum Studienaufenthalt nach Paris und setzte sein Studium an der Kunstakademie Berlin im Meisteratelier von Ludwig Knaus fort.
Max Flashar beschäftigte sich mit der Plakatkunst, seit 1883 lieferte er Illustrationen an die „Fliegenden Blätter“.
Er stellte seit 1909 seine Werke im Münchner Glaspalast aus.

## Werke (Auswahl)
- Frida von Kronoff: Goldene Märchenpracht aus Tausend und eine Nacht. Nitzschke, Stuttgart 1892 (Illustriert von A. Greiner und Max Flashar).
- Hans Christian Andersen: Märchen für Kinder. 1894 (Illustriert von Max Flashar).